# Саймонс, Томас
Томас Генри (Том) Булл Саймонс (англ. Thomas “Tom” Henry Bull Symons; 29 мая 1929, Торонто — 1 января 2021, Питерборо, Онтарио) — канадский учёный и деятель высшего образования, основоположник канадоведения и первый президент Университета Трента. Член Королевского общества Канады (1977) и Королевского географического общества, почётный доктор канадских и зарубежных вузов, компаньон ордена Канады (1997).

## Биография
Родился в 1929 году в Торонто в семье Гарри Лутца Саймонса, боевого лётчика Первой мировой войны, и Дороти Булл. Учился в Колледже Верхней Канады, продолжил образование в Тринити-колледже Торонтского университета, где получил степень бакалавра искусств в 1951 году. В дальнейшем учился в Ориэл-колледже Оксфордского университета, получив ещё одну степень бакалавра в 1953 и степень магистра в 1957 году.
По возвращении в Канаду Саймонс работал тьютором в Торонтском университете, а позже администратором Девонши-хауза, одного из мужских общежитий Торонтского университета — эту должность он занимал до 1963 года. Одновременно преподавал древнюю и канадскую историю. В 1963 году женился на Кристин Райерсон, в браке с которой родились трое детей.
В 1961 году к Саймонсу обратилась инициативная группа жителей Питерборо с просьбой помочь в создании в этом городе нового университета. Идея создания небольшого университета с ограниченным количеством студентов в группах и расширенными возможностями формирования индивидуальных программ обучения резко контрастировала с доминировавшим в США и Канаде курсом на укрупнение вузов и массовую подготовку специалиство. Саймонсу эта идея понравилась, и он возглавил кампанию по созданию Университета Трента. Образцом для новой структуры стал Даремский университет в Англии, представляющий собой объединение маленьких междисциплинарных колледжей-факультетов. С 1961 по 1972 год Саймонс занимал посты президента и вице-канцлера нового вуза, принявшего первых студентов в 1964/1965 учебном году. При нём в Университете Трента была основана первая в канаде программа по изучению культуры коренных народов, а также программа канадоведения, начат выпуск профильного издания Journal of Canadian Studies. Когда в начале 1968 года Прогрессивно-консервативная партия Канады предложила Саймонсу высокий пост в своём руководстве, более половины студентов Университета Трента вышли на демонстрацию с призывом к нему остаться в вузе. В итоге он отклонил возможность начать федеральную политическую карьеру, хотя в дальнейшем согласился занять пост председателя консультативного совета по национальной политике при консервативной партии. В 1979 году он занял профессорскую кафедру и продолжал преподавание в Университете Трента до 1994 года.
Саймонс стал основным идеологом развития канадоведения как научной дисциплины. Он стоял у истоков создания Journal of Canadian Studies, а в 1972 году был назначен председателем Комиссии по канадоведению. В 1975 году комиссия представила отчёт, носивший название «Познать самих себя» (англ. To Know Ourselves), но известный как «отчёт Саймонса». Её рекомендации обеспечили появление целого поколения учёных-канадоведов и лоббистов канадоведения в национальной политике. Комиссия продолжала работу под руководством Саймонса до 1984 года. С 1986 по 1996 год Саймонс был председателем Совета Канады по историческим объектам и памятникам. Позже он входил в число основателей организации Heritage Canada и в консультативный совет организации Historica Canada, а с 2010 по 2017 год был председателем Фонда исторического наследия Онтарио. Саймонс также входил в число основателей Канадского музея каноэ в Питерборо.
Саймонс также был идеологом расширения взаимодействия канадских учёных с научным сообществом за пределами страны. В 1971—1972 годах он занимал пост председателя Ассоциации университетов Содружества. В 1980-е годы Саймонс был членом постоянной комиссии Содружества наций по обмену студентами и возглавлял международный совет организации United World Colleges, а в 1995—1996 годах руководил комиссией по университетам Содружества. Помимо Университета Трента, он также сыграл важную роль в основании более десятка других университетов и колледжей в разных странах мира, в том числе Колледжа Флеминга в Питерборо.
Существенным был вклад Саймонса в области защиты гражданских прав в Канаде. Он способствовал прогрессу в отношении к представителям ЛГБТ, в 1975—1978 годах занимал пост председателя Комиссии по правам человека Онтарио, а с 1979 по 1982 год входил в состав Федеральной комиссии по пересмотру культурной политики. В 1977 году увидела свет книга «Жизнь вместе: отчёт о правах человека в Онтарио» (англ. Life Together: A Report on Human Rights in Ontario), одним из авторов которой был Саймонс.
Скончался у себя дома в Питерборо 1 января 2021 года, оставив после себя жену и троих детей.

## Признание заслуг
Заслуги Томаса Саймонса в области развития канадоведения и высшего образования в целом отмечены рядом государственных и общественных наград. Его работа в качестве председателя Комиссии по канадоведению принесла ему звание члена Королевского общества Канады в 1977 году. Он также был членом Королевского географического общества. В 1976 году Саймонс был произведён в офицеры ордена Канады, а в 1997 году — в компаньоны ордена Канады, что является высшей степенью этой награды. В представлениях к ордену отмечалась его роль как создателя Университета Трента и председателя Комиссии по канадоведению, а в 1997 году — также роль в развитии высшего образования в странах Содружества наций.
За свои заслуги в качестве посредника в дискуссиях о статусе французского языка в Онтарио в 1971—1973 годах Саймонс в 2002 году был награждён орденом Онтарио. На деньги, полученные за эту работу, он учредил ежегодную Премию Саймонса за достижения в преподавании, присуждаемую лучшим преподавателям Университета Трента. За свою роль в основании в Питерборо католического Колледжа Святого сердца он в 2012 году был также произведён Ватиканом в кавалеры ордена Святого Сильвестра. В 2016 году усилия Саймонса по сохранению культурного наследия Канады были отмечены медалью Габриэль Леже от Национального фонда Канады.
В 1982 году Саймонс стал первым канадцем, удостоенным премии за выдающиеся заслуги в деле образования от международного Совета по развитию и поддержке образования. Он был почётным доктором более десятка канадских университетов и колледжей, а также обладателем почётных степеней от Университета Коломбо (Шри-Ланка) и Ориэл-колледжа Оксфорсдского университета.
После ухода Саймонса на пенсию в его честь был официально переименован кампус Университета Трента в Нассау-Милз. В его честь Конфедеративным центром искусств (Остров Принца Эдуарда) учреждены медаль и ежегодная Саймонсовская лекция по состоянию Канадской конфедерации (англ. The Symons Lecture on the State of Canadian Confederation).